# Delia Giovanola
Delia Cecilia Giovanola, née le 16 février 1926 à La Plata et morte le 18 juillet 2022 est une militante des droits humains argentine, une des douze fondatrices de l'Association des Grands-mères de la place de Mai, qui recherche les enfants disparus des personnes persécutées pendant la dictature militaire argentine (1976-1983). Delia Giovanola a retrouvé son petit-fils Martín en novembre 2015, après 39 ans de recherche.

## Biographie
Delia Giovanola est née à La Plata le 16 février 1926. Son père est Francisco Giovanola, né à Milan et sculpteur, et sa mère Angelica Viñales, est originaire de Lobos.Elle étudie à l'école Mary Ou. Grahame et y obtient son diplôme d'enseignante. À partir de 1945, elle enseigne dans différentes écoles de La Plata. Elle épouse Jorge Narciso Ogando et ils ont un fils, Jorge Oscar Ogando, le 28 novembre 1947.
Son mari meurt en 1963, alors que leur fils a quinze ans. Delia Giovanola commence alors des études de bibliothéconomie à l'Instituto Superior de Bibliotecología. Elle se remarie avec Pablo Califano en 1968 et ils vont vivre à Villa Ballester. Elle enseigne alors la bibliothéconomie dans une école. En 1971 elle devient directrice adjointe de l'école no 80 De José León Suárez et, deux ans plus tard, directrice de l'école no 44,.
À l'aube du 16 octobre 1976, les forces armées enlèvent le fils unique de Delia Giovanola, Jorge Ogando et sa belle-fille Stella Maris Montesano, tous deux opposants à la dictature. Le couple a une fille, Virginia, née en 1971 et attend la naissance d'un garçon. Stella Maris Montesanto accouche le 5 décembre 1976 dans la cuisine de la salle de torture du centre de détention clandestin Pozo de Banfield (en). Le bébé, Martin, est ensuite donné à l'adoption. Delia Giovanola apprend l'existence de Martin grâce à un survivant de Pozo de Banfield. Jorge Ogando et Stella Maris Montesano font partie des personnes disparues pendant la dictature (es). Delia Giovanola prend sa pension l'année suivante pour élever sa petite-fille,,.

### Militantisme
Après la disparition de son fils et de sa belle-fille, Delia Giovanola les cherche pendant plusieurs mois, seule et sans soutien. Au début de 1977, elle rejoint le premier groupe de mères et de parents qui commencent à se réunir sur la place de Mai et connu plus tard sous le nom de Mères de place de Mai. Elle dit s'être sentie accompagnée quand elle a vu qu'il y a beaucoup de femmes dans cette situation et que c'est devenu une nécessité d'aller rencontrer les autres mères. En octobre 1977, elle reçoit une invitation d'Alicia Zubasnabar de De la Cuadra (en) qui participe également aux rondes des Mères, pour former un groupe spécial de grands-mères à la recherche de leurs petits-enfants disparus. Avec onze autres femmes, elles fondent l'Association des grands-mères de la place de Mai, destinée à rechercher les petits-enfants qui grandissent pendant qu'elles recherchent leurs parents. Delia Giovanola demande l'habeas corpus pour son fils et sa belle-fille, et plus tard pour son petit-fils né en captivité. Grâce au travail de l'association, elle reçoit rapidement le soutien international de centaines de personnes. Elle fait la une des journaux du monde entier pendant la guerre des Malouines en 1982, alors qu'elle brandit une pancarte avec l'inscription « Les Malvinas sont argentines, les disparus aussi ». En France, la Fondation ACAT, destinée à la lutte pour les droits de l'Homme, lance un programme de parrainage des petits-enfants nés en captivité sous la dictature argentine. Le parrain assigné à Delia Giovanola en 1978, pour la recherche du petit Martín est François Becuwe, qui écrit des lettres à différentes personnalités argentines. Il correspond avec Delia Giovanola jusqu'à la fin des années 1980. Des années plus tard, elle le rencontre lors d'un voyage en Europe.
Durant son enfance, Virginia Ogando accompagne sa grand-mère dans les rondes autour de la Place de Mai et, à l'âge de 18 ans, commence à s'intéresser à l'histoire de ses parents et participe activement aux recherches de sa grand-mère.
Virginia Ogando travaille au secrétariat des Droits Humains de Banco Provincia. Elle écrit huit lettres à son frère disparu jusqu'à ce qu'en 2011, elle se suicide durant une dépression,. Delia Giovanola déclare que sa petite-fille lui a offert 35 ans de sa vie et qu'elle « respecte sa décision mais que rien ne la console ».
Le 5 novembre 2015, les Grand-mères de la place de Mai retrouvent Martín, le petit-fils de Delia Giovanola. Il a deux filles, vit aux États-Unis depuis plusieurs années et attendait la mort de ses parents adoptifs pour faire des recherches sur ses origines. En mars 2015, il se présente à l'association pour faire un test ADN. Grâce au sang de Virginia conservé par la Banque nationale de données génétiques, il est confirmé qu'il est le petit-fils de Delia Giovanola,,,.
Delia Giovanola meurt le 18 juillet 2022 à l'âge de 96 ans.

## Grand-mères de la place de Mai

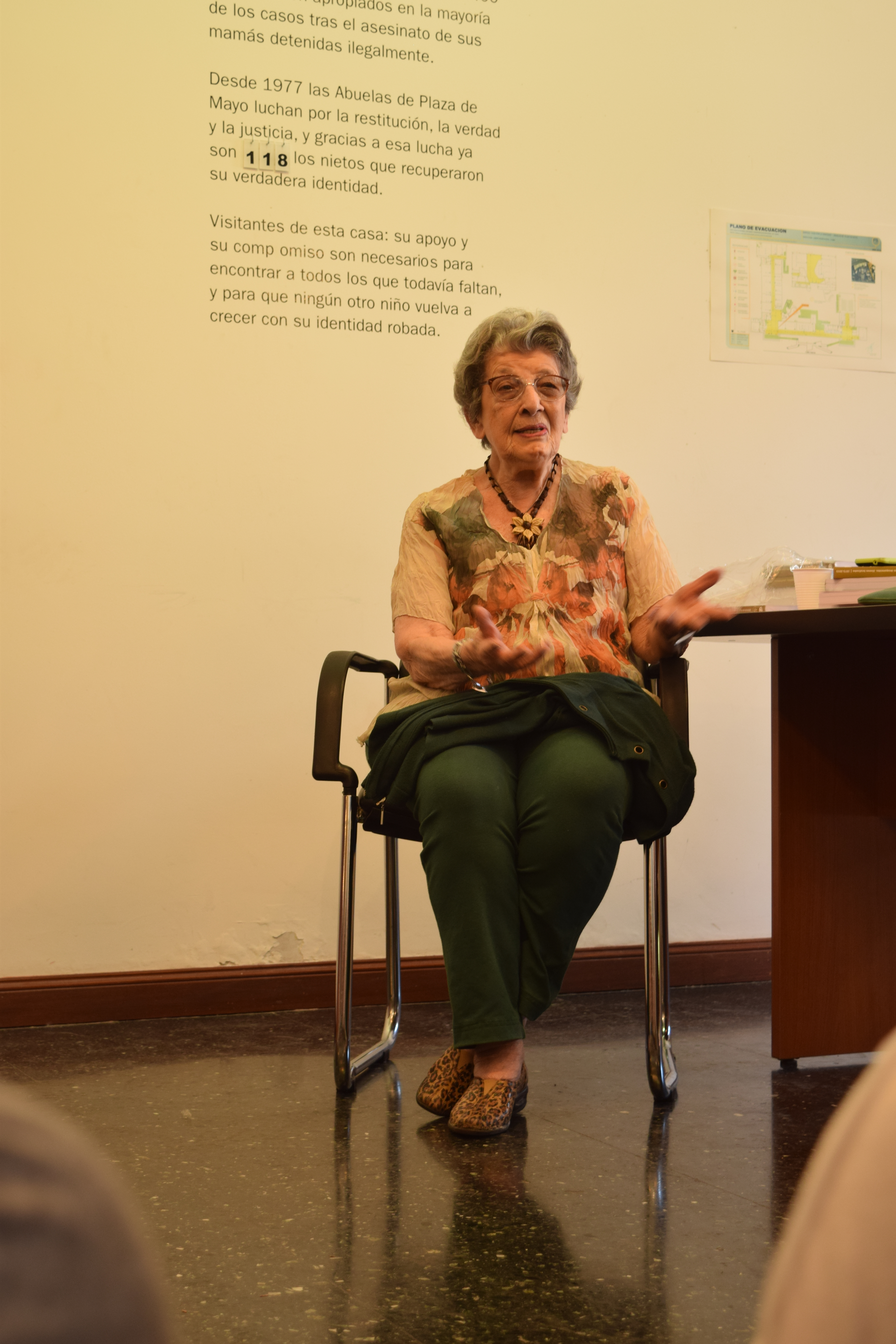
Delia Giovanola Pendant un edit-a-thon réalisée par Wikimedia l'Argentine en 2015.

Le Coup d'état de 1976 en Argentine instaure un régime terroriste qui pratique à grande échelle la disparition forcée des opposants et impose un régime de terreur : le simple fait de s'enquérir de l'endroit où se trouve un membre de la famille disparu est risqué et peut valoir une arrestation. À cette époque, la situation d'impuissance des proches des personnes disparues est extrême. Il n'est pas possible de recourir au système judiciaire, puisque les juges argentins rejettent systématiquement les requêtes en habeas corpus.
Dans ces conditions, un groupe de mères, de pères et de proches de disparus entame un mouvement de résistance non-violente qui deviendra historique. La proposition vient d'Azucena Villaflor, plus tard disparue et assassinée par la dictature.